# Фернекс, Жозеф
Жозеф Фернекс (фр. Joseph Fernex, убит 14 февраля 1795 года) — деятель Великой французской революции, жертва роялистов, первый мученик Белого террора.
До революции работал ткачом в Лионе. В октябре 1793 года после подавления контрреволюционного мятежа в Лионе, Фернекс был назначен одним из пяти судей революционного комитета в городе. Отличался беспощадностью к врагам революции — Фернекс практически не выносил оправдательных приговоров.
В мае 1794 года стал судьей народного комитета в Оранже. После термодорианского переворота было приказано арестовать Фернекса. Опасаясь казни, он бежал в городок Мирибель (находится в департаменте Дром), где впоследствии его и поймали. Арестованный Фернекс был доставлен в Лион и заключён в тюрьму.
14 февраля 1795 года в лионскую тюрьму, где содержался Фернекс, беспрепятственно ворвалась роялистски настроенная толпа. Она вынесла ненавистного ей Фернекса на улицу и забила до смерти камнями, а труп выбросила в реку Рону.
Убийство Жозефа Фернекса во французской историографии принято считать началом Белого террора.